# تد مورگان (بوکسور)
تد مورگان (انگلیسی: Ted Morgan؛ ۵ آوریل ۱۹۰۶ – ۲۲ نوامبر ۱۹۵۲) بوکسور اهل نیوزیلند-ساموآ بود.